# ایلما، انتاریو
ایلما، انتاریو (به انگلیسی: Aylmer, Ontario) یک منطقهٔ مسکونی در کانادا است که در شهرستان الگن واقع شده‌است. ایلما ۶٫۲۳ کیلومتر مربع مساحت و ۷٬۱۵۱ نفر جمعیت دارد و ۲۳۵٫۹۰ متر بالاتر از سطح دریا واقع شده‌است.